# Margareth Boury
Margareth Lilian Sucupira Boury (São Paulo, 4 de abril de 1957) é uma ex-atriz e autora brasileira de telenovelas.

## Biografia
Margareth Boury, irmã do diretor de cinema e TV, Alexandre Boury, nasceu na cidade de São Paulo e graduou-se em jornalismo, profissão a qual nunca exerceu.
Iniciou carreira artística aos onze anos de idade, dirigida pelo pai, Reynaldo Boury, atuando como atriz mirim na novela Redenção da TV Excelsior.
Em 1970, com a família, mudou-se para o Rio de Janeiro onde continuou atuando em folhetins da Rede Globo, como Corrida do Ouro de 1974, e Paraíso, de 1982. Contudo, sua atuação de maior êxito se deu no papel de Mariquinha, da novela Gabriela, de 1975.
Ao escrever um Caso Verdade para a Rede Globo, abandonou de vez a carreira de atriz para dedicar-se a de roteirista.
Trabalhou muito tempo como colaboradora de vários autores consagrados até ser contratada, em 2006, pela Rede Record para escrever Alta Estação, a primeira novela direcionada ao público infanto-juvenil.
Em 2008, escreveu Minha Terra Minha Mãe para a Televisão Pública de Angola (TPA), levada ao ar em 2009 naquele país.
Entre 2011 e 2012, foi responsável pela versão brasileira de Rebelde, também veiculada pela Rede Record. A história foi baseada no folhetim de mesmo nome, de Cris Morena.
Em 2023, Margareth foi contratada pelo SBT, para ser roteirista de programas de entretenimento na emissora.

## Vida pessoal
É mãe do ator Guilherme Boury e da psicóloga Carolina Boury, frutos de seu casamento com o ator Heraldo Galvão, irmão do cantor Fábio Junior.
Atualmente, continua a escrever teledramaturgia e a ministrar cursos práticos para roteiristas tanto no Brasil como no exterior.

## Teledramaturgia

### Como autora
| Ano  | Título                 | Função           | Emissora   |
| ---- | ---------------------- | ---------------- | ---------- |
| 1992 | Despedida de Solteiro  | Colaboradora     | Rede Globo |
| 1993 | Sonho Meu              | Colaboradora     | Rede Globo |
| 1995 | Irmãos Coragem         | Colaboradora     | Rede Globo |
| 1997 | Malhação               | Colaboradora     | Rede Globo |
| 2000 | Uga Uga                | Colaboradora     | Rede Globo |
| 2002 | O Quinto dos Infernos  | Colaboradora     | Rede Globo |
| 2003 | Kubanacan              | Colaboradora     | Rede Globo |
| 2005 | A Diarista             | Roteirista       | Rede Globo |
| 2006 | Alta Estação           | Autora principal | RecordTV   |
| 2009 | Minha Terra, Minha Mãe | Autora principal | TPA        |
| 2011 | Rebelde                | Autora principal | RecordTV   |
| 2013 | Pecado Mortal          | Colaboradora     | RecordTV   |

### Como atriz
| Ano     | Título          | Papel      | Emissora     |
| ------- | --------------- | ---------- | ------------ |
| 1966–68 | Redenção        |            | TV Excelsior |
| 1974    | Supermanoela    |            | Rede Globo   |
| 1974    | Corrida do Ouro | Márcia     | Rede Globo   |
| 1975    | Gabriela        | Mariquinha | Rede Globo   |
| 1982    | Paraíso         | Jacira     | Rede Globo   |
| 1996    | Pista Dupla     | Jacira     | CNT          |